# Reimska stolnica
Reimska stolnica ali Stonica naše gospe v Reimsu (francosko Notre-Dame de Reims, kar pomeni 'Gospa od Reimsa') je rimokatoliška stolnica v francoskem mestu Reims. Stolnica je bila posvečena Devici Mariji in je znana kot tradicionalna lokacija za kronanje francoskih kraljev.
Gradnja Reimske stolnice se je začela v 13. stoletju in končala v 15. stoletju. Zgrajena je bila kot zamenjava starejše cerkve, uničene v požaru leta 1221, v tradiciji pariške Notre-Dame in stolnice v Chartresu.
Stolnica Reims je sedež nadškofije Reims.
Je pomembna turistična znamenitost, letno jo obišče okoli milijon obiskovalcev.

## Zgodovina
Po mnenju Flodoarda (893/4 – 28. marec 966), je sveti Nikasij iz Reimsa ustanovil prvo cerkev na mestu sedanje stolnice v začetku 5. stoletja, verjetno leta 401  na mestu galsko-rimskega kopališča . Kraj je nedaleč od bazilike, ki jo je zgradil škof Betause, kjer so leta 407 Vandali ali pa Huni leta 451, svetega Nikasija mučili in obglavili . Posvetitev cerkve Devici Mariji kaže, da je zadnji od obeh datumov pravilen, saj je prva cerkev, ki je dobila ime po Devici Mariji, bazilika Santa Maria Maggiore v Rimu v 430-ih letih. Ta stavba, ki meri približno 20 m krat 55 m, naj bi nastala na mestu, kjer je frankovskega kralja Klodvika I. krstil škof sv. Remigij na božični dan nekje v letih 496 in 499.  Krstilnica je bila zgrajena v 6. stoletju severno od sedanjega mesta, v tlorisu kvadratna zunanjost in krožna notranjost. 
Leta 816 je papež Štefan IV. v Reimsu okronal frankovskega cesarja Ludvika Pobožnega. Kronanja in naslednja praznovanja so poudarila slabo stanje cerkve, potem sedež nadškofa. V naslednjem desetletju je nadškof Ebbo iz Reimsa, pod vodstvom kraljevega arhitekta Rumauda, obnovil večino cerkve, ki je bila končana šele leta 846 pod nadškofom Hincmarjem, ki je cerkev okrasil s pozlato, mozaiki, slikami, kipi in tapiserijami.  18. oktobra 862 je v prisotnosti kralja Karla Plešastega Hincmar posvetil novo cerkev, ki je merila 86 m in imela dva transepta. V začetku 10. stoletja so odkrili starodavno grobnico pod prvotno cerkvijo. Pod nadškofom Hervéjem je bila kripta (ki je bila prvotno središče prejšnjih cerkva nad njo) očiščena, obnovljena in nato ponovno posvečena svetu Remigiju. Oltar je nad kripto že 15 stoletij.
Od leta 976 je nadškof Adalbero začel širiti in osvetliti karolinško stolnico. Zgodovinar Adelbero Richerus daje zelo natančen opis dela, ki ga je opravil nadškof: 
Popolnoma je uničil arkade, ki so segale od vhoda do skoraj četrtine bazilike, vse do vrha tako, da je cela cerkev, okrašena, pridobila večji obseg in primernejšo obliko (...). Okrasil je glavni oltar zlatega križa in ga obkrožil z bleščečo rešetko (...). Osvetlil je isto cerkev z okni, v katerih so bile predstavljene različne zgodbe in jo obdaril z zvonovi, ki bučijo kot grmenje."— Riher iz Reimsa
19. maja 1051 sta se v stolnici poročila francoski kralj Henrik I. in Ana Kijevska. 
Medtem ko je leta 1131 vodil Reimski svet, je papež Inocenc II. v stolnici mazilil in kronal bodočega Ludvika VII.. 
Sredi 12. stoletja je nadškof Samson porušil fasado in stolp, da bi zgradil novo stolnico z dvema bočnima stolpoma, verjetno v imitaciji opatije Saint Denis v Parizu, katere kor je posvetil sam Samson. Poleg teh del na zahodni strani stavbe se je vzhodno začela graditi nova pevska empora in kapele, kar je merilo 110 m. Konec stoletja sta bili ladja in transept v karolinškem slogu, apsida in fasada pa sta bili gotski.

### Naša gospa iz Reimsa
6. maja 1210  je bila karolinška in zgodnje gotska stolnica uničena v požaru, na praznik svetega Janeza pred Latinskimi vrati (ukinjena leta 1960), domnevno zaradi 'nepazljivosti'. Natanko leto kasneje se je začela gradnja, ko je nadškof Aubrey položil prvi kamen za apsido nove stolnice. Julija 1221 se je začela uporabljati kapela te apside. Štirje arhitekti so se izmenjali do dokončanja gradnje stolnice leta 1275: Jean d'Orbais, Jean-le-Loup, Gaucher de Reimsa in Bernard de Soissons, vendar deleža posameznega arhitekta ni mogoče zanesljivo določiti.
Dokumentarni zapisi kažejo na pridobitev zemljišča zahodno od mesta leta 1218, kar kaže, da je bila nova stolnica bistveno večja od predhodnic, podaljšanje ladje pa verjetno prilagoditev, ki bi omogočila prostor množicam, ki so se udeležile kronanja. Leta 1233 je dolgoletni spor med poglavjem stolnice in meščani (v zvezi z vprašanji obdavčitve in pravne jurisdikcije) preplavil odprt upor.  Med nasiljem je bilo ubitih ali ranjenih več duhovnikov, celotni kapitelj stolnice pa je pobegnil iz mesta in jo prepustil prepovedi (dejansko prepoveduje vsako javno čaščenje in zakramente). Delo na novi stolnici je bilo prekinjeno za tri leta in se nadaljevalo šele leta 1236, ko se je duhovščina vrnila v mesto in je bila prepoved umaknjena po posredovanju kralja in papeža. Gradnja se je nato nadaljevala počasneje. Območje od križišča proti vzhodu je bilo v uporabi do leta 1241, vendar ladja ni bila pokrita do leta 1299 (ko je francoski kralj dvignil davek na svinec, ki je bil uporabljen v ta namen). Delo na zahodni fasadi je potekalo v več fazah, kar se odraža v zelo različnih slogih nekaterih skulptur. Zgornji deli fasade so bili dokončani v 14. stoletju, vendar so očitno sledili modelom iz 13. stoletja, kar je Reimsu prineslo nenavadno enotnost sloga.
Nenavadno so imena prvih arhitektov stolnice znana. Labirint, vgrajen v tla ladje v času gradnje ali kmalu zatem (podobno kot v Chartresu in Amiensu), je vključeval imena štirih mojstrov (Jean d'Orbais, Jean-Le-Loup, Gaucher de Reims in Bernard de Soissons) in število let dela tam, čeprav se umetnostni zgodovinarji še vedno ne strinjajo glede tega, kdo je odgovoren za katere dele stavbe.  Labirint je bil uničen leta 1779, vendar so njegovi detajli in napisi znani iz risb 18. stoletja. Jasna povezanost med labirintom in mojstri dodaja težo argumentu, da so takšni vzorci aluzija na nastajajoči status arhitekta (preko njihovega povezovanja z mitološkim umetnikom Dedalom, ki je zgradil labirint kralja Minosa). Stolnica vsebuje tudi dodatne dokaze o naraščajočem statusu arhitekta v grobnici Huguesa Libergierja (umrl 1268, arhitekt zdaj porušene cerkve sv. Nikasija v Reims). Ne samo, da ima čast vgravirano v ploščo; prikazan je miniaturni model njegove cerkve (čast, ki je bila prej rezervirana za plemenite donatorje) in je nosil akademsko obleko, ki bi ustrezala intelektualcu.
Stolpa visoka 81 metrov, sta bila prvotno zasnovana tako, da bi se dvigala 120 metrov. Južni stolp ima samo dva velika zvonova; eden, imenovan Charles Charlote, kardinal iz Lorene leta 1570, tehta več kot 10 t.
Po smrti kralja Ivana I. Poshumnega je bil njegov stric Filip V. Visoki naglo kronan v Reimsu, 9. januarja 1317. 
V stoletni vojni so mesto in s tem stolnico v letih od 1359 do 1360 oblegali Angleži, vendar obleganje ni uspelo. Stolnica je bila leta 1380 mesto kronanja Karla VI. (Karel VI. Ljubljeni ali Nori) in osem let pozneje je Karel v Reimsu leta 1388 sklical svet, da bi prevzel osebno nadzor od svojega strica. Ko je Henrik V. Angleški, premagal vojsko Karla VI. pri Agincourtu, je Reims skupaj z večino severne Francije padel pod Angleže.  Angleži so imeli Reims in stolnico do leta 1429, ko jo je osvobodila Ivana Orleanska, kar je 17. julija 1429 omogočilo, da je bil dauphin Karel VII. Zmagoviti okronan za kralja. Po smrti Franca I. v Franciji je bil 25. julija 1547 v stolnici Reims kronan Henrik II.
24. julija 1481 je na podstrešju, zaradi malomarnosti delavcev na strehi, prišlo do novega požara, ki je povzročil uničenje ogrodja, osrednjega zvonika in galerij ob vznožju strehe in povzročil topljenje svinca na strehi, kar je povzročilo nadaljnjo škodo. Vendar pa je obnova potekala hitro, ko sta kralja Karel VIII. Prijazni in Ludvik XII. prispevala k obnovi stolnice. Še posebej so podelili stolnici octroi – poseben davek v nasprotju z nepriljubljenim davkom gabelle. V hvaležnosti je novo streho krasil fleur-de-lis (lilije) in kraljevi grb pritrjen na vrh fasade. Vendar pa je bilo to delo ustavljeno, preden so bile puščice končane leta 1516. 
Čeprav je bil Reims pomemben simbol francoske monarhije, ga kaos francoske revolucije ni poškodoval v enaki meri kot stolnico v Chartresu, kjer je bila ogrožena sama zgradba. Nekateri kipi so bili razbiti, vrata so bila porušena in kraljeva roka pravičnosti požgana. 
Leta 1860 je Eugène Viollet-le-Duc vodil obnovo stolnice v Reimsu.  Leta 1875 je francoska narodna skupščina glasovala za dodelitev 80.000 funtov za popravila fasade in balustrade.

### Prva svetovna vojna
Ob izbruhu prve svetovne vojne je bila stolnica uporabljena kot bolnišnica, vojaki in orožje pa so bili odstranjeni iz njegove neposredne bližine. 4. septembra 1914 je XII. saksonski korpus prispel v mesto, kasneje pa je nemška cesarska vojska začela z granatiranjem mesta. Topovi, ki so bili 7 km stran v Les Mesneuxu, so prenehali streljati, ko je XII. Saksonski korpus poslal dva oficirja in mestnega uslužbenca, da prosijo, naj prenehajo z bombardiranjem mesta. Bombardiranje je močno poškodovalo stolnico, razbilo je več oken in poškodovalo več kipov in elementov zgornje fasade. 12. septembra se je nemška vojska odločila, da svoje ranjence namesti v stolnico kljub protestom Mauricea Landrieuxa [44] in v ta namen na tla stolnice položili 15.000 bal slame. Tisti dan so iz mesta evakuirali nemške vojake, preden je francoski general Franchet d'Esperey vstopil v mesto.  Šest dni kasneje je v škofovski palači eksplodirala mina, ki je ubila tri in ranila 15 ljudi. 
Ograje okrog severnega stolpa je požar uničil, tako da se je ogenj razširil na vse dele nadgradnje lesenega okvirja. Svinec v strešni kritini se je stopil in izlil skozi kamnite bruhalnike ter uničil škofovsko palačo. Podobe stolnice v ruševinah so med vojno prikazali ogorčeni Francozi, ki so Nemce obtožili namernega uničenja stavb, bogatih z nacionalno in kulturno dediščino.
Restavratorska dela so se začela leta 1919 pod vodstvom arhitekta Henrika Deneuxa, rojenega v Reimsu; Stolnica je bila v celoti ponovno odprta leta 1938, delno zaradi finančne podpore Rockefellerjev, vendar se delo od takrat stalno nadaljuje.

### Sodobnost
Leta 1955 je Georges Saupique naredil kopijo "Le Couronnement de la Vierge", ki je vidna nad vhodom v stolnico in z Louis Leygueom kopirala mnoge druge skulpture na fasadi stolnice. Naredil je tudi kip sv. Tomaža za severni stolp.
Francosko-nemško spravo sta simbolično formalizirala julija 1962 francoski predsednik Charles de Gaulle in nemški kancler Konrad Adenauer tam, kjer je leta 1914 nemška vojska namerno granatirala stolnico, da bi uničila francosko moralo. 
Stolnica, nekdanja opatija Saint-Remi in palača Tau so bile leta 1991 vpisane na seznam Unescove svetovne dediščine. 
Na svojem 74. pastoralnem obisku, 26. septembra 1996, je papež Janez Pavel II. obiskal Reims za 1500. obletnico krsta Klodvika I..  Papež je molil v isti kapelici, kjer je svetnik Jean-Baptiste de La Salle daroval svojo prvo mašo leta 1678.
8. oktobra 2016 je bila v stolnici postavljena plošča z imeni 31 kraljev, kronanih v Reimsu, v prisotnosti nadškofa Thierryja Jordana in princa Louisa Alphonsea, vojvode Anžujskega, enega od mnogih pretendentov na francoski prestol. 

### Francoska kraljeva cerkev
Ugled svete Ampule in politična moč reimskega nadškofa je posledica francoskega kralja Henrika I., ki je bil leta 1027 okronan in je za stalno postavil Reimsko stolnico kot mesto kronanja francoskega monarha. Vsi, razen sedem francoskih bodočih kraljev, so bili okronani v Reimsu.
Kronanje Karla VII. leta 1429 je zaznamoval preobrat poteka stoletne vojne, ki je bila v veliki meri posledica dejanj Ivane orleanske. V Reimski stolnici nanjo spominjata dva kipa: konjeniški kip zunaj cerkve in kip v cerkvi.

## Zunanjost
Zunanjost stolnice poveličuje kraljevskost. V središču prednje fasade in nad oknom rozete je kraljevska galerija, dekorativno dopolnjena z motivom arkadnih niš, v katere so postavljene figure kraljev: 56 kipov visokih po 4,5 metra, s Klodvikom I. v središču, s Klotildo Burgundsko desno in sv. Remigijem levo. Nad tem se dvigata vitka močno prevotljena zvonika, ki nista bila nikoli dokončana.
Trije portali so obremenjeni s kipi in kipci; med evropskimi stolnicami ima samo Chartres bolj izoblikovane figure. Osrednji portal, posvečen Devici Mariji, je obdan z rozeto, postavljeno v samem loku, okrašenem s kipi, namesto običajnega kiparskega timpanona. Timpanoni vseh treh portalov so odprti in zastekljeni z veliki slikanimi okni, ki skupaj z veliko rozeto osvetljujejo ladjo. Gornja galerija kraljev prikazuje Klodvikov krst v središču, ki je obkrožen s kipi njegovih naslednikov.
Tudi pročelja transeptov so okrašena s skulpturami. Severni ima kipe Reimsovih škofov, predstavitev Poslednje sodbe in lik Jezusa (le Beau Dieu), medtem ko ima južna stran moderno okno rozeto s preroki in apostoli. Ogenj je uničil streho in zvonike leta 1481: od štirih stolpov, ki so obdajali transepte, ni nič ostalo nad višino strehe. Denarja za obnovo in dokončanje stolpov je zmanjkalo in leta 1516 so zidavo zaključili. Nad pevskim korom se dviga eleganten leseni zvonik s kapo, ki je visok 18 metrov in je bil rekonstruiran v 15. stoletju in 1920-ih. Celotna zunanja dolžina je 149,17 metrov, njena površina pa je 6650 kvadratnih metrov.

## Notranjost
Notranjost stolnice je dolga 138,75 m, široka 30 m v ladji in 38 m visoka v sredini. Sestavljajo jo glavna in stranski ladji, transept, pevska empora in apsida z ambulatorijem - kornim obhodom, ki se v zelo širokih lokih odpira v pet velikih, radialno postavljenih kapel. Ima zanimive vitraje od 13. do 20. stoletja. Rozeta nad glavnim portalom in spodnjo galerijo je izjemno veličastna.
Vertikalna členitev v glavni ladji je podobna tisti v stolnici v Chartresu, a je svod višji, arkade vitkejše in nosilci manj masivni. Kapiteli se spremenijo v neprekinjene vence, ti zaobjamejo tudi služnike. Okna v svetlobnem nadstropju so okrašena s krogovičjem.
Stolnica ima fine tapiserije. Med njimi je najpomembnejša serija, ki jo je predstavil Robert de Lenoncourt, nadškof pod Francem I. (1515–1547), ki predstavlja življenje Device Marije. Zdaj jih je mogoče videti v nekdanji škofovski palači, palači Tau. Severni transept vsebuje fine orgle z gotsko omaro. Korna ura je okrašena s čudnimi mehanskimi figurami. Marc Chagall je oblikoval vitraj, ki je bil nameščen leta 1974 v osi apside.
Zakladnica, ki je shranjena v palači Tau, hrani številne dragocene predmete, med katerimi je sveta Ampula ali sveta steklenička, naslednica starodavne, ki je vsebovala olje, s katerim so bili maziljeni francoski kralji in je bila razbita med francosko revolucijo, fragment, ki ga vsebuje ta ampula.

## 800. obletnica
Leta 2011 je mesto Reims praznovalo 800-letnico stolnice. Praznovanja so potekala od 6. maja do 23. oktobra. Koncerti, ulične predstave, razstave, konference in serija večernih razstav so poudarili stolnico in njeno 800-letnico. Poleg tega so 25. junija 2011 odprli šest novih vitrajev, ki jih je zasnoval nemški umetnik Imi Knoebel. Šest oken pokriva površino 128 kvadratnih metrov in so na obeh straneh Chagallovih oken v apsidi stolnice.

## Galerija
- Reimska stolnica, Domenico Quaglio mlajši
- Prva nemška granata je padla na stolnico v prvi svetovni vojni
- Goreča stolnica v prvi svetovni vojni (retuširana fotografija)
- Rozeta na zahodu
- Notranjost
- Orgle
- Labirint v stolnici
- Glavni vhod
- Spominska plošča prvi svetovni vojni.